# 野倉
野倉（のぐら）は、長野県上田市の地名（大字）。

## 地理
上田市西部に位置する。北は山田・手塚、東は前山、西は別所温泉、南は丸子地域（旧・小県郡丸子町）の平井・西内に接する。
山田・別所温泉との境にそびえる女神岳（標高927.0メートル）の南西麓に、新田・伽羅理・湯小路・日向・穴平という5つの集落がある。標高700メートルの山間部にあり、別所温泉や手塚とは200メートルほどの標高差がある。
南には富士山（標高1,029.6メートル、通称「鹿教湯富士」）がそびえ、その北麓を産川が東流し、沢山池に注ぐ。富士山は産川の水源であり、町内の窪尻・大手口が産川の上流端とされる。手塚・前山との境に水を湛える沢山池は、塩田平のため池群の水源となっている。
- 山：女神岳、富士山（鹿教湯富士）
- 河川：産川
- 湖沼：沢山池（ため池）

## 歴史

### 沿革
- 小県郡野倉村を前身とする。戦国時代に甲斐国・武田氏の家臣が移住して来た（隠田百姓村）と伝わる[8]。
- 1889年（明治22年）4月1日 - 町村制の施行により、山田村・野倉村・手塚村・十人村・新町・前山村の区域をもって西塩田村が発足。旧村域は西塩田村大字野倉となる[8]。
- 1956年（昭和31年）5月1日 - 西塩田村が別所村・東塩田村・中塩田村と合併して塩田町が発足。塩田町大字野倉となる[8]。
- 1970年（昭和45年）4月1日 - 塩田町が上田市に編入。上田市大字野倉となる[8]。
- 2006年（平成18年）3月6日 - （旧）上田市・真田町・武石村と合併し、（新）上田市が発足。上田市野倉となる[14]。

## 世帯数と人口
2019年（令和元年）8月1日現在の世帯数と人口は以下の通りである。
| 大字 | 世帯数 | 人口 |
| ---- | ------ | ---- |
| 野倉 | 45世帯 | 80人 |

### 人口の変遷
| 2005年（平成17年） | 96人 | [ 15 ] |  |
| 2010年（平成22年） | 87人 | [ 15 ] |  |
| 2015年（平成27年） | 82人 | [ 15 ] |  |

## 経済・産業
江戸時代は上田藩領で、御林が5か所あった。昭和初期までは養蚕業が多かったが、戦後は水田が増加し、兼業農家も増加した。

## 交通
- 長野県道177号鹿教湯別所上田線

古くからの街道・松本道が塩田平から松本市方面へと通じる。
富士山（鹿教湯富士）の東麓に市峠があり、鹿教湯温泉方面へと通じているが、未整備。

## 施設・名所
- 上田市塩田公民館野倉分館[17]（野倉公民館[5]）
- 上田市野倉民俗資料館（野倉加羅里718） - 博物館類似施設[18]。かつて使用されていた農具などの資料を展示・保存している[19]。
- 野倉の夫婦道祖神（のぐらのめおとどうそじん） - 衣冠束帯の男神と十二単衣の女神とが仲睦まじい姿で彫られている。年代は不明。縁結びや家庭円満、子宝に恵まれるといった御利益があるとされる[20][21][19]。
- 延命水 - 湧水。夫婦道祖神の近傍から湧き出ている[19]。
- 塩田水上神社（野倉字宮上840）[22] - 創建年代は不明。明治4年、神社再編のとき諏訪神社・熊野神社・住吉神社を合祀した[23]。
- デーランボーの足跡 - 後沢に左足、1.5キロメートル離れた豆石に右足の跡が残る。いずれも西を向いており、デーランボーが土を運ぶ際に出来たものと伝わる。このときこぼれた土が舞山（中塩田）や夫神岳（別所温泉）になったという[24]。
- 赤地蔵 - 地蔵菩薩像。木製で、朱塗りが施されている。普段は道ばた（安楽寺の末寺・瑞光寺参道入口跡とも）に建つ石造の仏籠に安置されているが、旱魃の際は地蔵を産川へと持ち出し、入水させて雨乞いをしたと伝わり、このことから「雨乞い地蔵」の異名がある[25][26]。

## 防災
- 女神岳の南麓は土砂災害警戒区域に指定されている[27]。
- 沢山池が決壊した場合の当町域の被害については想定されていない[28]。

## その他
- 郵便番号は「386-1437」[2]。7桁化前は「386-14」[5]。
- 上田市立塩田西小学校、上田市立塩田中学校の学区[29]。
- かつて町内に野倉保育園が存在したが[5]、1975年（昭和50年）に西塩田保育園へと統合されている[30]。